# ÖBB 2066 sorozat
Az ÖBB 2066 egy osztrák C tengelyelrendezésű, 147 kW teljesítményű dízelmozdony-sorozat volt. 1939-ben gyártotta a Deutz/ÖBB Hauptwerkstätte St. Pölten. Az ÖBB 1994-ben selejtezte a sorozatot.